# الشط (السويس)
الشط أو عرب الشط هي قرية تتبع حي الجناين، محافظة السويس. تقع على الضفة الشرقية لقناة السويس في سيناء.
ضمت الشط مخيماً للاجئين من يوغسلافيا [الإنجليزية] في نهاية الحرب العالمية الثانية.